# Irwin Bazelon
Irwin Bazelon (Evanston, 4 juni 1922 – New York, 2 augustus 1995) was een Amerikaanse componist.
Bazelon, van Russische afkomst, zou in eerste instantie niet de muziek ingaan. Dat werd mede veroorzaakt door een aanval van roodvonk die leidde tot een verminderd gehoor door een scheur in het trommelvlies. De loopbaan van Bazelon zou door zijn atletisch vermogen leidden tot een carrière als honkbalspeler. Toen hij echter op zijn zeventiende een uitvoering hoorde van de zevende symfonie van Beethoven was Bazelon verkocht. Hij beëindigde zijn studie aan de Northwestern University en begon aan een muziekopleiding van de DePaul University; hij haalde daar zijn Master's degree. Een verdere studie werd ingezet aan de Yale University, maar het contact met zijn docent Paul Hindemith leidde niet tot het gewenste resultaat. Bazelon vertrok naar Oakland (Californië) om daar te worden onderwezen door Darius Milhaud. Vanaf 1948 woonde Bazelon weer in New York en Sagaponac.
De componist had niet direct succes en moest zich in leven houden met het schrijven van muziek bij films en documentaires. Hij stond ook als dirigent voor diverse orkesten waaronder de National Symphony Orchestra uit Washington en de Detroit Symphony. Hij leidde ook amateurorkesten en orkesten van musici in opleiding zoals het orkest van het Eastman College of Music.
De steden Chicago (nabij Evanston) en New York, maar ook zijn leraar Milhaud zijn van grote invloed geweest op zijn werk. De muziek is zeer dynamisch en het slagwerk, c.q. de percussie, is in vrijwel al zijn werk overvloedig aanwezig en te horen. Een andere invloed vormde zijn hobby paardenraces. Zijn grote doorbraak, de tweede symfonie, was een direct gevolg van winst tijdens het gokken. Later volgden meer werken die gewijd waren aan de races, zoals Sunday Silence, een stuk voor piano en later voor orkest. Sunday Silence was een winnend paard aan de Kentucky Derby.
Bazelon overleed aan hartfalen. Opvallend was dat, althans volgens een anekdote, tijdens het overbrengen van zijn lichamelijke resten naar de Evergreen Cemetery de lijkwagen vlam vatte toen die de renbaan passeerde.
Bazelon componeerde in allerlei genres, maar bijna alleen instrumentaal. Zijn stijl is een mengeling van klassieke muziek van de 20e eeuw met stromingen daaruit als twaalftoonstechniek, en jazz, zonder dat deze elementen afzonderlijk te herkennen zijn. Bazelons roem is voornamelijk beperkt tot de Verenigde Staten. Hij componeerde uiteindelijk tien symfonieën, maar strandde bij Symfonie nr. 9. Symfonie 8½ is de reden dat zijn totaal toch op tien uitkomt. Zoals bekend, is het aantal symfonieën van Beethoven, negen, min of meer heilig.

## Composities (Selectie)

### Werken voor orkest

#### Symfonieën
- 1962 Symfonie nr. 1, voor orkest
- 1962 (Korte) Symfonie nr. 2 'Testament to a Big City', voor orkest
- 1962 Symfonie nr. 3, voor kamerensemble (dwarsfluit, 2 klarinetten, 4 hoorns in F, 6 trompetten, 4 trombones, 2 tuba's, 4 slagwerkers, piano, celesta, altviool, cello, elektrische gitaar)
- 1963 Symfonie concertante, voor orkest
- 1965 Symfonie nr. 4, voor orkest
- 1967 Symfonie nr. 5, voor orkest
- 1969 Symfonie nr. 6, voor orkest
- 1980 Symfonie nr. 7, in twee delen - ballet voor orkest
- 1980 Symfonie nr. 7, ballet voor orkest
- 1986 Symfonie nr. 8, voor strijkorkest
- 1988 Symfonie nr. 8 1/2, voor orkest
- 1992 Symfonie nr. 9 - Sunday Silence

#### Andere werken voor orkest
- 1947 Adagio & Fugue, voor strijkorkest
- 1951 Concert Overture, voor orkest
- 1959 Concert Ballet: Centauri 17, voor orkest
- 1960 Overture to Shakespeare's "Taming of the Shrew", voor orkest
- 1965 Excursion, voor orkest
- 1965 Dramatic Movement, voor orkest
- 1975 A Quiet Piece for a Violent Time, voor orkest
- 1976 Spirits of the Night, voor orkest
- 1976 De-tonations, voor orkest
- 1979 Junctures, voor orkest
- 1981 Spires, voor orkest
- 1982 Tides, voor orkest
- 1985 Trajectories, voor orkest
- 1986 Motivations, voor orkest
- 1992 Entre nous, voor solo cello en orkest
- 2003 Memories of a Winter Childhood, voor orkest op. postuum
- 2003 Prelude to Hart Crane's "The Bridge", voor orkest op. postuum

### Werken voor harmonieorkest
- 1970 Dramatic Fanfare, voor 4 hoorns in F, 3 trompetten, 3 trombones, 1 tuba, 3 slagwerk/percussie
- 1990 Midnight Music, voor harmonieorkest
- 1994 Fire and Smoke, voor harmonieorkest

### Vocale muziek

#### Liederen
- 1991 Four...Parts of the World, zangcyclus voor sopraan en piano - tekst: Wallace Stevens

### Kamermuziek
- 1947 Strijkkwartet nr. 2
- 1952 Vijf stukken, voor cello en piano
- 1954 Movimento da Camera, voor dwarsfluit, fagot, hoorn in F en klavecimbel
- 1963 Koperkwintet
- 1965 Early American Suite, voor blaaskwintet en klavecimbel
- 1975 Blaaskwintet
- 1976 Double Crossings,
- 1983 Quintessentials, voor dwarsfluit, klarinet, slagwerk, marimba en contrabas
- 1993 Bazz Ma Tazz, voor 8 trombones, 4 bastrombones, 6 slagwerkers

### Werken voor piano
- 1947 Sonate nr. 1
- 1949 Sonate nr. 2
- 1950 Vijf stukken
- 1953 Sonate nr. 3

### Werken voor slagwerk, c.q. percussie
- 1974 Propulsions, Concerto for Percussion
- 1983 Suite for Marimba
- 1985 Fourscore for Percussion

- Bibsys: 3103978
- Bibliothèque nationale de France: cb12957156m (data)
- Gemeinsame Normdatei: 122638190
- International Standard Name Identifier: 0000 0003 6860 1526
- Library of Congress Control Number: n82101125
- MusicBrainz: 6e214aac-37fc-4d34-9956-6a394df2ab53
- Nationale Bibliotheek van Israël: 987007335219405171
- Nationale Bibliotheek van Polen: a0000002077311
- Nederlandse Thesaurus van Auteursnamen: 128295422
- SNAC: w6r78zpn
- Système universitaire de documentation: 086859811
- Virtual International Authority File: 17354128
- WorldCat: E39PBJp9mF8f8pxdTVC7GxMF8C